# 1985 en littérature
| Années de la littérature : 1982 - 1983 - 1984 - 1985 - 1986 - 1987 - 1988    |
| Décennies de la littérature : 1950 - 1960 - 1970 - 1980 - 1990 - 2000 - 2010 |

Cet article présente les faits marquants de l'année 1985 en littérature.

## Événements
- Premières remises en question des philosophies postmodernes.

- Mort de René Barjavel.

## Parutions

### Bande dessinée
Tous les albums de BD sorti en 1990

### Biographies, mémoires
- Attali, Sigmund Warburg 1902-1982. Un homme d'influence, éd. Fayard, 572 p.
- Jacques Choffel, Richard Cœur de Lion : ...et l'Angleterre cessa d'être normande, Paris, Éditions Fernand Lanore, 1985, 261 p. (ISBN 978-2-85157-005-5, lire en ligne)
- H. Sarrazin, Elisée Reclus ou la Passion du monde, La Découverte, 263 p.
- Michael Drosnin, Citizen Hughes, éd. Presses de la Renaissance, 550 p.. Sur Howard Hughes.
- Ivan Fallon et James Srodes, John Z. DeLorean. Le dernier aventurier de l'automobile, éd. Londreys, 530 p..
- Lee Iacocca (patron de Ford puis de Chrysler) et William Novak, Iacocca, éd. Robert Laffont, 380 p..

### Essais
1. Dorothée Koechlin de Bizemont, L'Univers d'Edgar Cayce. Toutes les révélations du plus grand médium américain sur la réincarnation, l'histoire, la médecine, le futur..., éd. Robert Laffont / Les énigmes de l'Univers.
2. Marc-Édouard Nabe, Au régal des vermines, Bernard Barrault, 283 p.

#### Économie
1. Jean-Marc Albertini, Des sous et des hommes. Ce que vous n'avez jamais osé demander à un économiste, éd. Le Seuil, coll. Points-Virgule, 285 p..
2. Paul Bairoch, De Jéricho à Mexico. Villes et économies dans l'histoire, éd. Gallimard, 710 p..
3. Catherine Conrath, Les Espaces du développement inégal, IEDES, éd. Presses universitaires de France, coll. « Tiers Monde », 140 p..
4. Jacques-Henri David, La Monnaie et la politique monétaire, éd. Économica.
5. Christian Dussart (canadien), Le Marketing de la troisième vague, éd. Gaëtan Morin/Eska.
6. Jean-Marc Ela (prêtre camerounais), La Ville en Afrique noire et Ma foi d’Africain.
7. Celso Furtado, Le Mythe du développement économique, éd. Anthropos, 151 p.. Une analyse du développement économique depuis la fin de la Seconde Guerre mondiale.
8. John Kenneth Galbraith, L'Argent (3 volumes), éd. Gallimard, coll. Idées.
9. Pierre Gourou, Riz et civilisation, éd. Fayard, 300 p.
10. Jacques Grall et Bertrand Roger Lévy, La Guerre des semences. Quelles moissons, quelles sociétés ?, éd. Fayard, 410 p..
11. Sanjaya Lall, Les Multinationales originaires du Tiers Monde, éd. Presses universitaires de France, 332 p..
12. Louis Lauga, Agriculture : Le présent dépassé, éd. Economica, coll. économie agricole et agro-alimentaire, 202 p..
13. Pierre Lemonnier[Lequel ?], Quand la publicité est aussi un roman, éd. Hachette, 256 p.
14. René Lenoir, Le Tiers Monde peut se nourrir, éd. Fayard, 210 p.
15. Bertrand Lepinoy, Économie et énergie : Quels avenirs pour le Tiers Monde. Une approche modélisée, éd. Technip, 322 p.. Un modèle de prévision basé sur trois scénarios.
16. Vivien Lévy-Garboua et Gérard Maarek, La Dette, le boom, la crise. Les auteurs contestent la thèse que la valeur d'une entreprise est indépendante de sa structure financière et que seuls comptent les choix industriels et commerciaux de l'entreprise.
17. Maurice de Montmollin (direction), Olivier Pastré, Le Taylorisme, éd. La Découverte. Actes du colloque international de Paris.
18. Yvon Samuel (journaliste), Les Milliardaires, éd. Carrère / Michel Lafon, 462 p. L'auteur a rencontré quelque 500 milliardaires.
19. Ouvrage collectif sous la direction de Pierre-Hubert Sosnowsky et Philippe Dourlens, Agriculture 85-95. L'Avènement des agro-technologies, éd. ABE, 248 p.

#### Histoire
- James Guillaume, L'Internationale. Documents et souvenirs, deux volumes, Éditions Gérard Lebovici.
- Michelle Magdelaine (dir.) et Rudolf von Thadden, Le Refuge huguenot, Paris, Armand Colin
- Jacques Marseille : Empire colonial et capitalisme français. Histoire d'un divorce, éd. Albin Michel, 462 pages. La décolonisation est-elle une conquête des peuples colonisés appuyés par la gauche ou une volonté délibérée du grand patronat voulant se débarrasser d'un empire devenu gênant pour son redéploiement mondial.
- Henri Nogueres, La vérité aura le dernier mot, éd. Le Seuil. Sur la Résistance
- Boris Souvarine, Souvenirs sur Panaït Istrati, Isaac Babel, Pierre Pascal - suivi de Lettre à Alexandre Soljenitsyne, Éditions Gérard Lebovici.
- Robert Turcan, Héliogabale et le Sacre du soleil, Albin Michel, coll. « L'homme et l'événement »

#### Littérature
1. Stig Dagerman, Notre besoin de consolation est impossible à rassasier, éd. Actes Sud, juillet.  Son dernier texte avant de sombrer dans le silence et de se donner la mort.

#### Philosophie, sociologie
- Guy Debord, Considérations sur l'assassinat de Gérard Lebovici, éditions Gérard Lebovici.
- Wolfgang Iser (Allemand) : L'Acte de lecture : théorie de l'effet esthétique (1972), éd. Mardaga
- Luc Ferry et Alain Renaut, La pensée 68 (éd. Gallimard)
- Mezioud Ouldamer, Offense à Président, Éditions Gérard Lebovici.
- Yvon Samuel (journaliste) : Les Milliardaires.

### Livres d'Art
- Palaces et Grands hôtels d'Europe, éd. Flammarion. Un luxueux album de photos.

### Nouvelles
- Friedrich Dürrenmatt, La Ballade du Minotaure (Minotaurus en allemand).

### Poésie
- Matilde Camus, poète espagnole publie Cristales como enigmas ("Cristales comme enigmes").
- Claude Esteban, Le Nom et la Demeure, Flammarion

### Publications
1. Agnès Bourguignon et Jacques-Étienne de T'Serclaes, 1-2-3 Partez ! Interéditions, 221 p.. Initiation à la micro-informatique d'entreprises.
2. Bernard Eben, Informatisez votre comptabilité et votre gestion, éd. Marabout, 254 p..
3. Yves Hollinger et Christian Menanteau, Votre argent vous intéresse, éd. Robert Laffont / RTL, 249 p..
4. Philippe Sassier et François de Witt, Les Français à la corbeille, éd. Robert Laffont, 264 p.. Initiation à la bourse.

### Romans
Tous les romans parus en 1985

#### Auteurs francophone
- Raphaële Billetdoux, Mes nuits sont plus belles que vos jours, éd. Grasset, prix Renaudot.
- Marguerite Duras, La Douleur.
- Marie-Aude Murail, Passage .
- Sony Labou Tansi (Congolais), Les sept vies de Lorza Lopez.
- Monique Wittig, Virgile, non, Minuit.
- Daniel Pennac, Au bonheur des ogres

#### Auteurs traduits
- Peter Abrahams (Afrique du Sud), The View from Coyoba.
- Isabel Allende (Chili) (avec Magda Bogin et Michel Guiré-Vaka), La Maison aux esprits (Knopf).
- Gabriel García Márquez (Colombie), L'Amour aux temps du choléra.
- Haruki Murakami (Japon), La Fin des temps.
- Alexandre Soljenitsyne (Russe), Novembre seize (Fayard).
- Reade Wood (Inde) (avec Michelle Esclapez et Willi Glasauer), Légendes de l'Inde du Sud.

#### Science-fiction
- Pierre Barbet : Eldorado stellaire, Putsch galactique et Téléclones

## Théâtre
1. Heiner Müller (allemand) : Quartett, traduction de Jean Jourdheuil, création au théâtre des Amandiers, avec Michelle Marquais et Roland Bertin.

## Naissances
- 13 juin : Artem Tchekh, écrivain ukrainien.
- 16 juin : Joël Dicker, écrivain suisse francophone.
- 22 décembre : Kae Tempest, née Kate Tempest, figure du spoken word britannique.

## Décès
- 2 janvier : Jacques de Lacretelle, écrivain français (° 14 juillet 1888).
- 1er mars : Charlotte Delbo, écrivaine et résistante déportée française.
- 6 juin : Vladimir Jankélévitch, philosophe français.
- 16 juillet : Heinrich Böll, écrivain allemand  (° 21 décembre 1917).
- 27 juillet : Michel Audiard, scénariste et réalisateur français.
- 19 septembre : Italo Calvino, écrivain italien.
- 24 novembre : René Barjavel, écrivain et journaliste français.
- 25 novembre : Elsa Morante, femme de lettres italienne (Rome, 1912-1985).
- 31 décembre : Gabit Musirepov, écrivain Kazakh (° 22 mars 1902).